# Another Tale
Another Tale è un cortometraggio muto del 1914 scritto e diretto da Vincent Whitman.

## Trama
Mandy Bug ha due pretendenti, Sam e Raskus. Quest'ultimo progetta una trappola per mettere nei guai il rivale ma, ricorrendo all'investigatore Sherlock Bug, Mandy riesce a salvare l'innamorato, mandando in galera la banda di Raskus.

## Produzione
Il film fu prodotto dalla Lubin Manufacturing Company.

## Distribuzione
Distribuito dalla General Film Company, il film - un cortometraggio della lunghezza di 75 metri - uscì nelle sale cinematografiche USA il 28 aprile 1914. Nelle proiezioni, veniva programmato con il sistema dello split reel, accorpato in un'unica bobina con un altro cortometraggio prodotto dalla Lubin, la comica The Tale of a Chicken.